# HD51673
HD51673 — хімічно пекулярна зоря спектрального класу F0, що має видиму зоряну величину в смузі V приблизно  8,7.
Вона  розташована на відстані близько 906,0 світлових років від Сонця.